# Matija Hočevar
Matija Hočevar slovenski katoliški duhovnik, nabožni pisatelj in prevajalec Svetega pisma, * 30. januar 1824, Velike Lašče; † 10. september 1888, Dolenjske Toplice.
Rodil se je očetu Francu in materi Neži (rojena Ponikvar). Bil je župnik pri sv. Petru v Ljubljani. Sodeloval je pri prevajanju Wolfove Biblije. Leta 1858 je izdal veroučni učbenik Zgodbe sv. pisma stare in nove zaveze za šolsko mladost. V reviji Slovenski Prijatelj in Duhovni Pastir je objavil več sto cerkvenih govorov.